# De ce au dispărut dinozaurii
De ce au dispărut dinozaurii este un film românesc din 2014 regizat de Mihai Ghiță. Rolurile principale au fost interpretate de actorii Andreea Bibiri, Radu Romaniuc, Nuami Dinescu.

## Distribuție
Distribuția filmului este alcătuită din:
- Ana Maria Pistolea
- Andreea Bibiri — Mama
- Radu Romaniuc — Tatăl
- Nuami Dinescu — Învățătoarea
- Sebi Barnea
- Paul Deyan Vasiliev Gheorghe
- Dragoș Barnea — Copilul